# Понте Мароцо (Фрозиноне)
Понте Мароцо је насеље у Италији у округу Фрозиноне, региону Лацио.
Према процени из 2011. у насељу је живело 96 становника. Насеље се налази на надморској висини од 35 м.